# Centrum Handlowe Panorama
Centrum handlowe Panorama – centrum handlowe znajdujące się przy alei Wincentego Witosa 31 w Warszawie.

## Opis
Prace projektowe nad budynkiem rozpoczęto w 1990, a otwarcie nastąpiło w 1993. Panorama bywa nazywana pierwszym w Warszawie centrum handlowym. W latach 90. za sprawą zastosowanych we wnętrzu materiałów i ówczesnych najemców była postrzegana jako symbol luksusu i ekskluzywności.
Nazwa centrum handlowego została wybrana w konkursie dla wykonawców i przyszłych najmców. 
Od 2021 toczy się dyskusja nad wpisaniem budynku na listę dóbr kultury współczesnej.

## Architektura
Elewacje zewnętrzne budynku pokryto niebieskim szkłem oraz białymi kaflami, w stylu określanym żartobliwie jako „łazienkowy“. Budynek posiada 4 kondygnacje na których znajduje się prawie 200 lokali handlowych. W centralnej części, doświetlanej przez szklany sufit, znajduje się marmurowa fontanna, do której woda spływa po szklanych rurkach przez całą wysokość budynku. Wokół sadzawki zasadzono egzotyczną zieleń. Na ścianach wewnętrznych zastosowano 1200 m² okładzin lustrzanych, granit importowany z Włoch, Republiki Południowej Afryki, Brazylii i Indii.
Centrum zostało również zaprojektowane jako w pełni dostępne dla osób z niepełnosprawnościami.

## Galeria

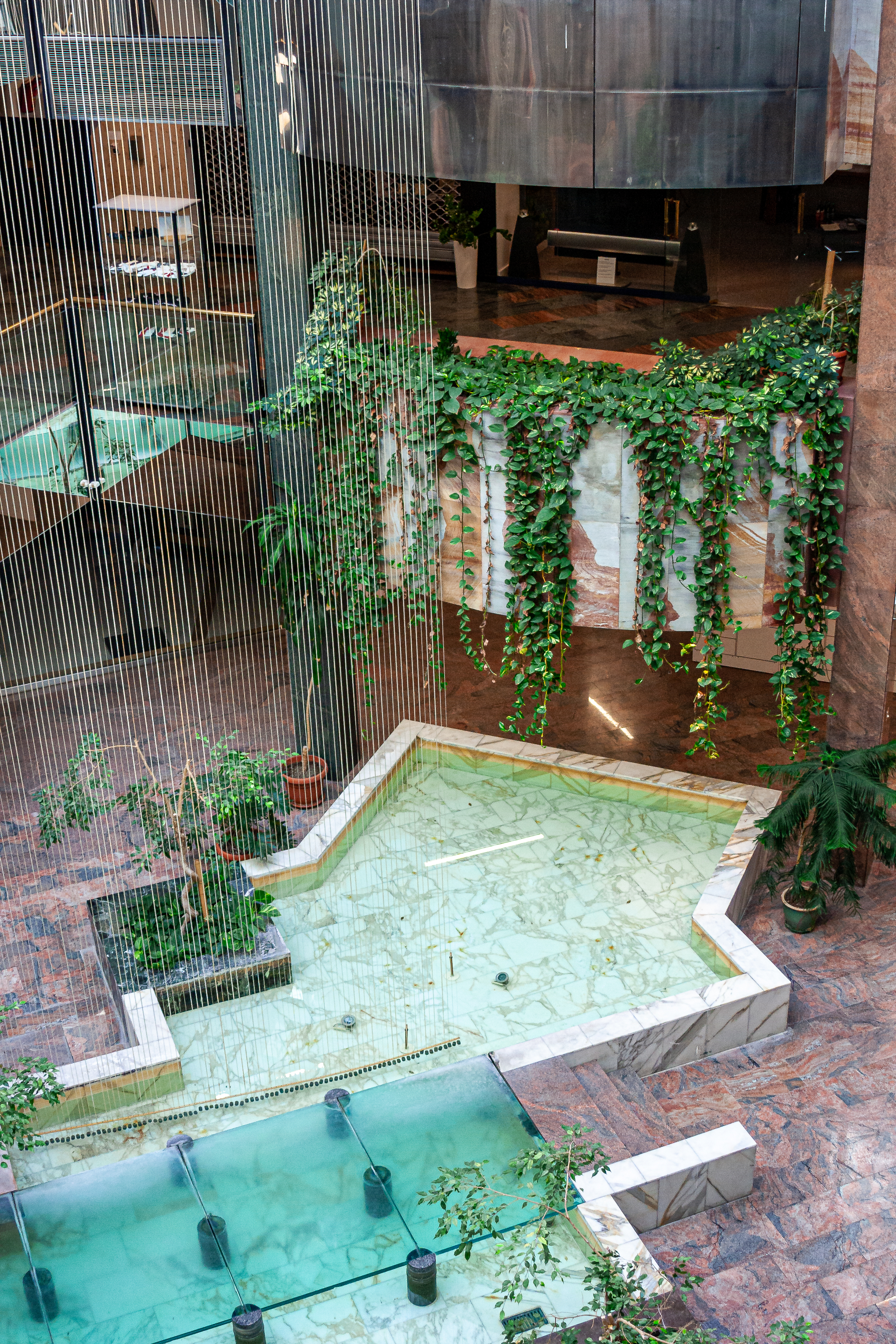
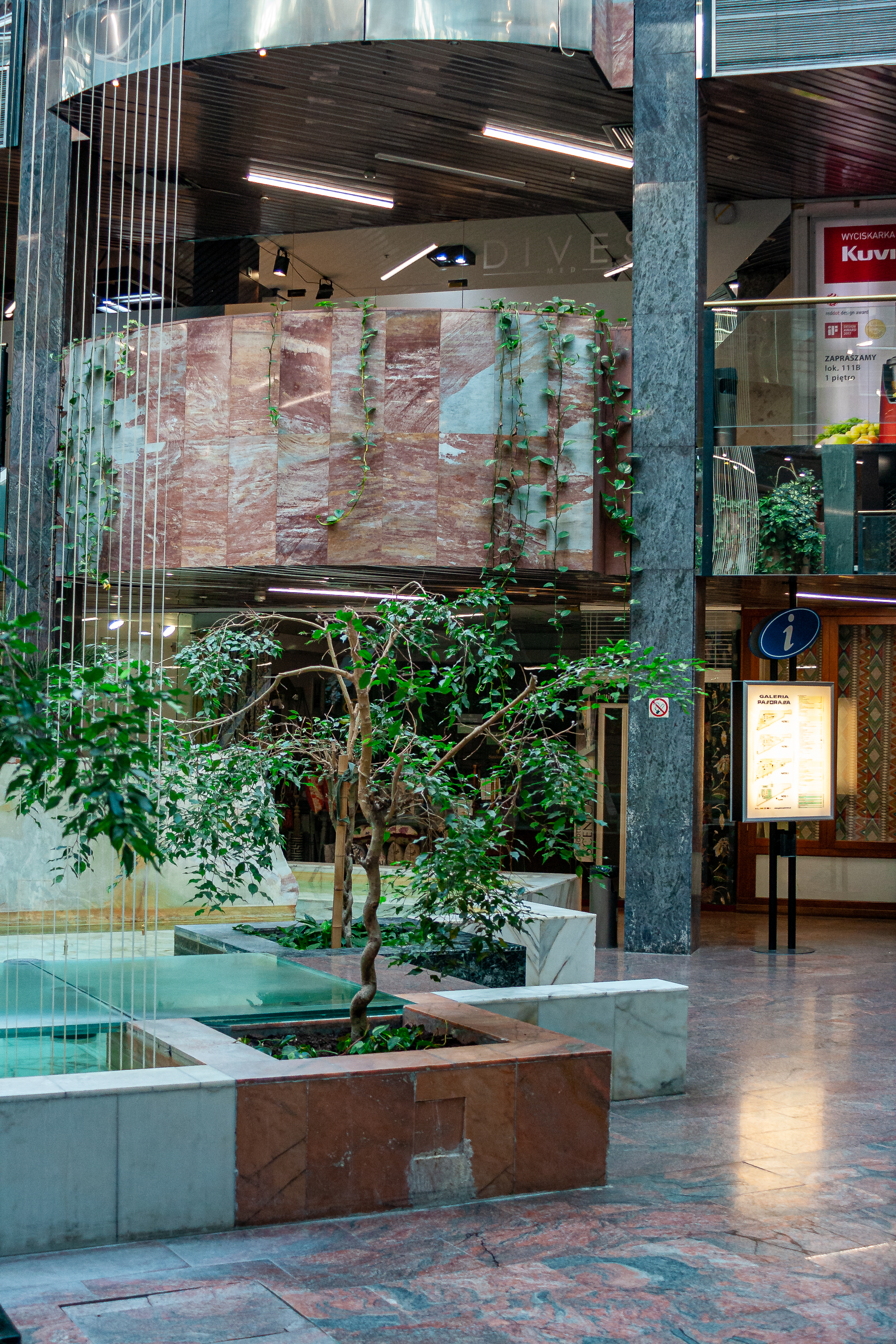
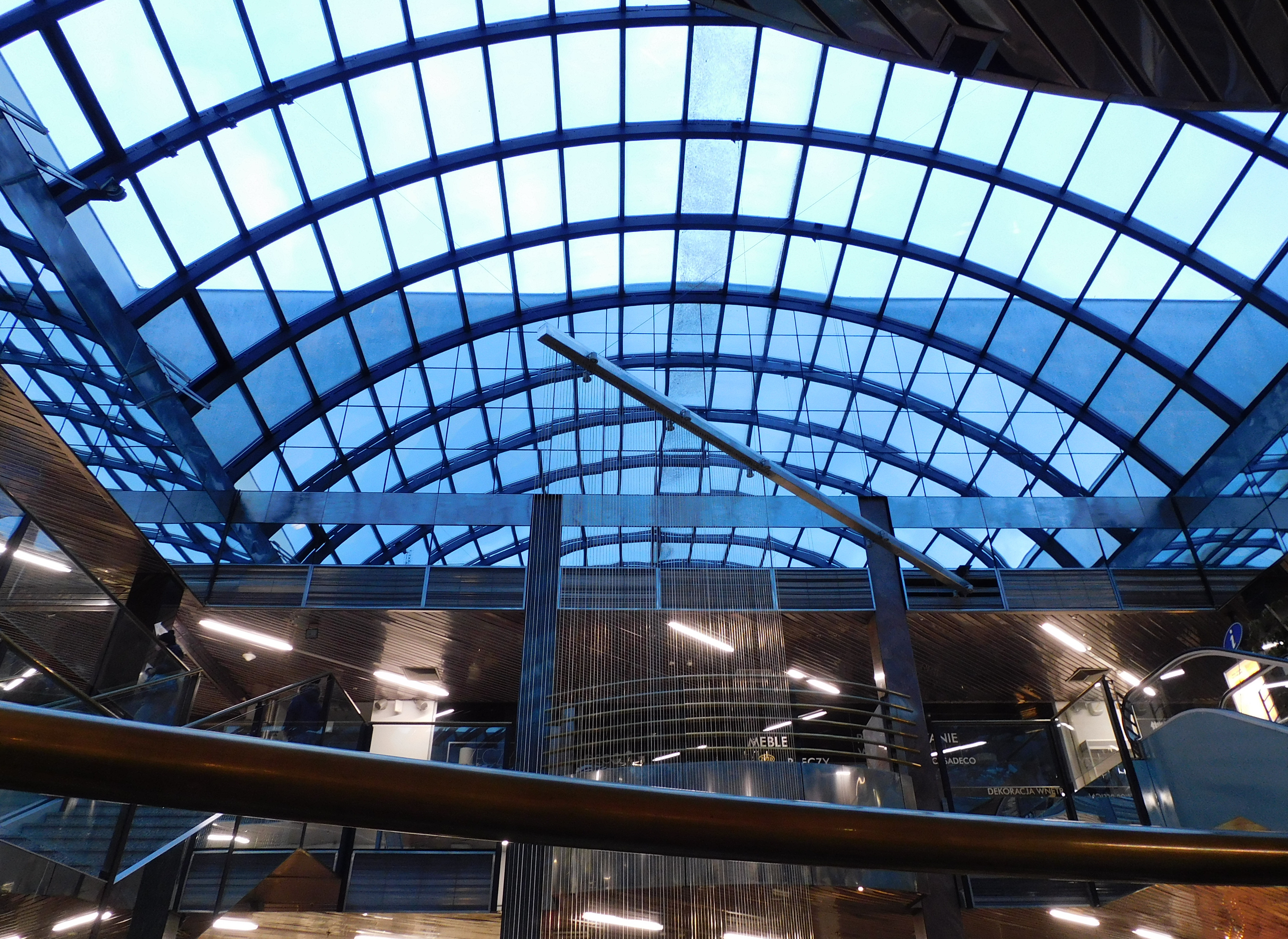
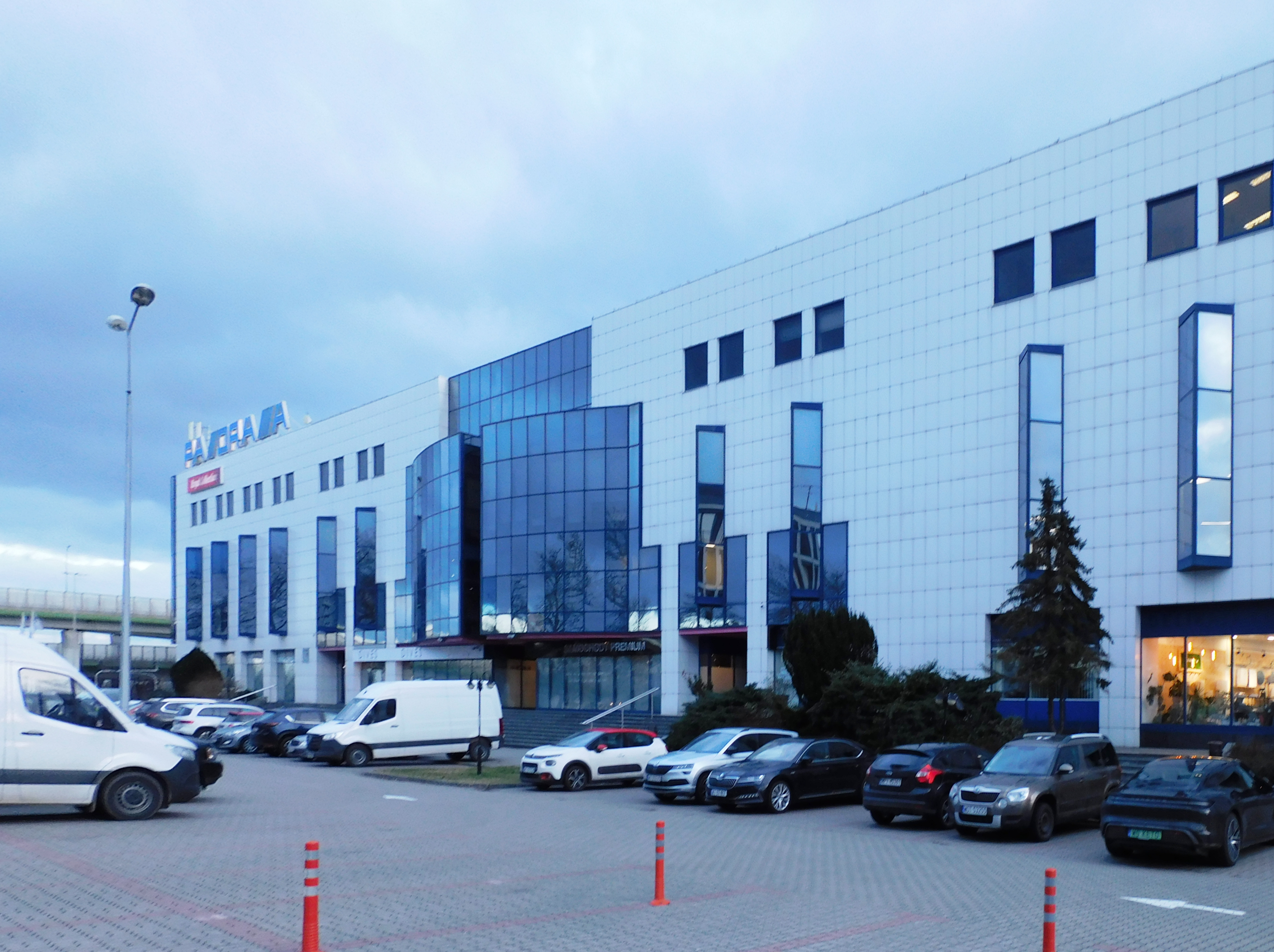